# Drogas do sertão
Las Drogas do sertão es un término que se refiere a determinadas especias extraídas del llamado sertão (desertão = gran desierto) del norte brasileño en la época de las Entradas y de los Bandeirantes. Se trataban de los productos nativos de Brasil y que no existían en Europa y por esta razón atraía los intereses de los europeos que las consideraban como novas especiarias (nuevas espeias). 

## Especies
Tras el viaje de Pedro Teixeira, los jesuitas establecieron misiones en la región y pasaron a recolectar drogas do sertão, empleando para ello la mano de obra indígena. Algún tiempo después la recolección pasó a ser realizada por los colonos, lo que generó un conflicto con los jesuitas. Algunas de las especies recolectadas son:
- Canela
- Pimienta
- Castaña
- Clavo de olor
- Achilote
- Vainilla